# Gran Bretagna ai Giochi della XV Olimpiade
La Gran Bretagna ha partecipato ai Giochi della XV Olimpiade, svoltisi ad Helsinki, dal 19 luglio al 3 agosto 1952,  
con una delegazione di 257 atleti, di cui 44 donne, impegnati in 18 discipline,
aggiudicandosi 1 medaglia d'oro, 2 medaglie d'argento e 8 medaglie di bronzo.

## Medagliere

### Per discipline
| Sport            | Oro | Argento | Bronzo | Totale |
| ---------------- | --- | ------- | ------ | ------ |
| Equitazione      | 1   | 0       | 0      | 1      |
| Atletica leggera | 0   | 1       | 4      | 5      |
| Vela             | 0   | 1       | 0      | 1      |
| Ciclismo         | 0   | 0       | 1      | 1      |
| Hockey su prato  | 0   | 0       | 1      | 1      |
| Lotta libera     | 0   | 0       | 1      | 1      |
| Nuoto            | 0   | 0       | 1      | 1      |
| Totale           | 1   | 2       | 8      | 11     |

### Medaglie
| Medaglia | Atleta | Sport            | Evento                          |
| -------- | --- | ---------------- | ------------------------------- |
| Oro      | Wilf White Douglas Stewart Harry Llewellyn | Equitazione      | Salto ostacoli a squadre        |
| Argento  | Sheila Lerwill | Atletica leggera | Salto in alto femminile         |
| Argento  | Charles Currey | Vela             | Finn                            |
| Bronzo   | McDonald Bailey | Atletica leggera | 100 metri piani maschili        |
| Bronzo   | John Disley | Atletica leggera | 3000 metri siepi                |
| Bronzo   | Sylvia Cheeseman June Foulds-Paul Jean Desforges Heather Armitage | Atletica leggera | Staffetta 4×100 metri femminile |
| Bronzo   | Shirley Cawley | Atletica leggera | Salto in lungo femminile        |
| Bronzo   | Ron Stretton Alan Newton George Newberry Don Burgess | Ciclismo         | Inseguimento a squadre          |
| Bronzo   | Graham Dadds Roger Midgley Denys Carnill John Cockett Dennis Eagan Anthony Robinson Tony Nunn Robin Fletcher Richard Norris John Conroy John Taylor Derek Day Neil Nugent | Hockey su prato  | maschile                        |
| Bronzo   | Ken Richmond | Lotta libera     | Pesi massimi                    |
| Bronzo   | Elenor Gordon | Nuoto            | 200 metri rana femminili        |

## Risultati

### Calcio
| Atleta | Classifica |                          |
| --- | --- | ------------------------ |
| V · D · M Nazionale olimpica britannica · Calcio ai Giochi Olimpici Estivi 1952 1 Bennett · 2 Brown · 3 Charlton · 4 Stewart · 5 Stratton · 6 Yenson · 7 Topp · 8 Hastie · 9 Fuller · 10 Saunders · 11 Robling · 12 Hardisty · 13 McGarry · 14 Noble · 15 Lewis · 16 Holmes · 17 Grierson · 18 Slater · 19 Robb · 20 Pawson · CT : Winterbottom | 17° |                          |
| Nazionale olimpica britannica · Calcio ai Giochi Olimpici Estivi 1952 | |                          |
| 1 Bennett · 2 Brown · 3 Charlton · 4 Stewart · 5 Stratton · 6 Yenson · 7 Topp · 8 Hastie · 9 Fuller · 10 Saunders · 11 Robling · 12 Hardisty · 13 McGarry · 14 Noble · 15 Lewis · 16 Holmes · 17 Grierson · 18 Slater · 19 Robb · 20 Pawson · CT: Winterbottom                                                                                  | 1 Bennett · 2 Brown · 3 Charlton · 4 Stewart · 5 Stratton · 6 Yenson · 7 Topp · 8 Hastie · 9 Fuller · 10 Saunders · 11 Robling · 12 Hardisty · 13 McGarry · 14 Noble · 15 Lewis · 16 Holmes · 17 Grierson · 18 Slater · 19 Robb · 20 Pawson · CT: Winterbottom | Gran Bretagna (bandiera) |

### Pallanuoto
| Atleta | Classifica                                                                                |                          |
| --- | ----------------------------------------------------------------------------------------- | ------------------------ |
| V · D · M Nazionale maschile britannica di pallanuoto · Giochi olimpici - Helsinki 1952 Johnson • Brand • Jones • Worsell • Turner • Miller • Ferguson • Murray • Hawkins · CT : - | 12°                                                                                       |                          |
| Nazionale maschile britannica di pallanuoto · Giochi olimpici - Helsinki 1952 |                                                                                           |                          |
| Johnson • Brand • Jones • Worsell • Turner • Miller • Ferguson • Murray • Hawkins · CT: -                                                                                          | Johnson • Brand • Jones • Worsell • Turner • Miller • Ferguson • Murray • Hawkins · CT: - | Gran Bretagna (bandiera) |